# Ivan Grill
Ivan Grill, slovenski politik, poslanec, elektroinženir in ekonomist, * 12. februar 1961, Novo mesto. 

## Življenjepis
Svojo poklicno pot je začel v Revozu, nadaljeval na Telekomu Slovenije, kjer jo je zaključil kot vodja prodaje. Nadaljeval je samostojno podjetniško pot in se kasneje aktivno vključil v politiko.

## Članstvo v delovnih telesih
Grill, član Slovenske demokratske stranke, je bil leta 2004 izvoljen v Državni zbor Republike Slovenije; v tem mandatu je bil član naslednjih delovnih teles:
- Odbor za zdravstvo (podpredsednik),
- Odbor za visoko šolstvo, znanost in tehnološki razvoj in
- Odbor za zadeve Evropske unije.

Na državnozborskih volitvah leta 2011 je bil izvoljen Ivan Gril za mandatno obdobje 2011-2015 in je član naslednjih delovnih teles v Državnem zboru 2011-2015.
- Komisija za poslovnik (podpredsednik)
- Odbora za izobraževanje, znanost, kulturo, šport in mladino (član)
- Odbora za zdravstvo (član)